# Palais des Sports Pierre-Mendès-France
Pour les articles homonymes, voir Palais des sports et Stade de Glace (homonymie).
Le palais des Sports Pierre-Mendès-France, également appelé palais des sports de Grenoble (abrégé localement en palais des Sports), est un équipement sportif inauguré le 12 octobre 1967 d'après les plans des architectes Robert Demartini et Pierre Junillion pour accueillir les épreuves de patinage sur glace des Jeux olympiques d'hiver de 1968, ainsi que la cérémonie de clôture présidée par le Premier ministre Georges Pompidou. À son ouverture, il est alors baptisé le stade de glace. Installé dans le parc Paul-Mistral, il est actuellement utilisé comme lieu d'activités sportives ou culturelles.

## Histoire
Le permis de construire a été déposé le 31 décembre 1965. Les tribunes de presse sont calibrées pour le travail de 500 journalistes. L'emprise au sol de l'édifice est un carré de 113 mètres de côté. La couverture est constituée de quatre paraboloïdes hyperboliques symétriques deux à deux, dont l'intersection en détermine un cinquième avec son lanterneau au-dessus de la piste très reconnaissable. Les 5 000 mètres de gradins sont préfabriqués. la totalité de la voûte est construite entre novembre 1966 et juillet 1967.
En 1985, un incendie ravage sa toiture annulant l'édition 1985 des Six jours de Grenoble et empêchant toute activité pendant plusieurs mois.
Équipé d'un vélodrome permanent, le palais des sports de Grenoble porte le nom de Pierre Mendès France depuis 1982 après avoir longtemps porté le nom de Stade de glace en référence aux épreuves de patinage artistique qu'il avait accueillies en 1968. Il a accueilli de nombreux artistes comme Elton John, Bob Dylan, Police, Bob Marley , Dire Straits, Snoop Dogg, Mylène Farmer lors du Tour 1996 mais également des spectacles en tout genre, tels que les Six jours de Grenoble (épreuve cycliste), le Festival international du cirque de Grenoble,
le Supercross SX Tour de Grenoble.  
Plusieurs émissions de télévision y ont été tournées comme Ambitions (TF1) le 3 décembre 1986, La nouvelle affiche (FR3 / RTL) le 6 mai 1987 et Interglace (TF1) le 25 février 1989. 
La finale de la Coupe Davis s'y déroula en novembre 1982.
La salle est modulable et sa capacité maximale actuelle peut atteindre près de 9 000 places assises/debout (4 781 places en configuration toutes assises). La jauge était de 12 000 places lors de son inauguration (avec quatre gradins et sans la piste) . 
Depuis 2003, l'édifice est labellisé « Patrimoine du XXe siècle ».

## Changement de destination
Le 16 juin 2014, le nouveau maire Éric Piolle annonce que le palais des sports de Grenoble doit retrouver des activités purement sportives et qu'il ne renouvellerait pas la convention entre l'association qui le gère et la ville. Cette association y organisait, entre autres, des manifestations comme les Six jours de Grenoble, Supercross international de moto et le Festival international du cirque de Grenoble.
Chaque année se déroule en octobre le Snowboard Garden Festival au stade des Alpes tout proche. Mais en 2015, alors que les organisateurs espèrent recevoir 30 000 spectateurs sur trois jours, ce festival est déplacé au Palais des Sports, en raison du déroulement des matchs de rugby et de football dans ce stade.
En avril 2017, alors que la ligue Dauphiné-Savoie de tennis, relayée par les médias locaux, souhaite organiser la demi-finale de la Coupe Davis 2017 au Palais des Sports, le maire de la ville répond « Il n’a jamais été question que ce soit la ville de Grenoble qui porte cette candidature, car un dossier de cette envergure, c’est clairement un projet de territoire, qui doit être porté par la métropole, avec la ville, le département et la région à ses côtés autour de la table. C’est ce que j’avais déclaré pour l’accueil du Tour de France, il n’y a aucune raison que je dise autre chose pour la Coupe Davis. »,.
Après le retour du Festival international du cirque sur le site de l'Esplanade pour son millésime 2019, l'organisateur Guy Chanal annonce en octobre 2019 le retour du Supercross international de moto en décembre 2020.

## Accès
Le Palais des Sports est desservi par la ligne C du tramway, et par les lignes de bus 12 et 13.

## Cinema
Apparait dans les films :
- le grand bain (piscine suédoise)
- L'or se barre (à la 84e minute), où 4 voitures se poursuivent sur son toit.